# Calumma hafahafa
Calumma hafahafa este o specie de cameleoni din genul Calumma, familia Chamaeleonidae, descrisă de Christopher John Raxworthy și Ronald Archie Nussbaum în anul 2006. A fost clasificată de IUCN ca specie pe cale de dispariție (stare critică). Conform Catalogue of Life specia Calumma hafahafa nu are subspecii cunoscute.